# Markus Stenz
Pour les articles homonymes, voir Stenz.
Markus Stenz est un chef d'orchestre allemand né le 28 février 1965 à Bad Neuenahr-Ahrweiler (Rhénanie-Palatinat).

## Biographie
Directeur musical de la ville de Cologne et de l'opéra de Cologne, il est également chef d'orchestre de l'opéra de Cologne et de l'Orchestre du Gürzenich de Cologne.
De 1998 à 2004, il est directeur artistique et chef de l'Orchestre symphonique de Melbourne.
Il a dirigé le London Sinfonietta de 1994 à 1998.
Passionné de musique contemporaine, Markus a travaillé étroitement avec le compositeur Hans Werner Henze.
Depuis le début de sa carrière de chef d'orchestre, il fut régulièrement appelé à diriger l'Orchestre royal du Concertgebouw d'Amsterdam, l'Orchestre de Paris et le Hallé Orchestra.
Il a également été directeur invité de l'Orchestre de la Suisse Romande en avril 2015.
Les pianistes Geoffrey Lancaster et Mitsuko Uchida ont eu l'occasion de jouer sous sa direction.
Le violoniste grec Leonídas Kavákos a joué le concerto en ré mineur de Sibelius sous sa direction.